# Cassini (sonda)
Cassini byla americká planetární sonda, která byla jako první navedena na orbitu Saturnu pro jeho průzkum, jeho prstenců a systému jeho měsíců. Vypuštěna byla v roce 1997 a po dvacetileté výzkumné misi, v roce 2017, plánovaně shořela v atmosféře Saturnu. Na jejím přístrojovém vybavení se podílely také evropská organizace pro výzkum vesmíru ESA a italská národní kosmická agentura ASI. Sonda měla dvě samostatné části: mateřskou sondu Cassini (pojmenovanou po italském astronomovi Giovanni Domenico Cassinim) a atmosférickou sondu Huygens (pojmenovanou po nizozemském vědci Christiaanu Huygensovi).
Středisko NASA v Pasadeně bylo pověřeno pozemním sledováním rádiového signálu vysílaného sondou jednak ke studiu vysoké atmosféry a ionosféry planety, jednak ke zjišťování vlastností gravitačního pole Saturnu a jeho jednotlivých měsíců.
Modul Huygens, určený k průzkumu měsíce Titan, dosáhl prvního přistání dosaženého ve vnější sluneční soustavě. Jezera z kapalného methanu zpozorované sondou na Titanu, jsou jediná známá jezera mimo planetu Zemi. Sonda Cassini také zjistila, že ledový Saturnův měsíc Enceladus skrývá podpovrchový, slaný oceán pod svou kůrou.

## Přístrojové vybavení

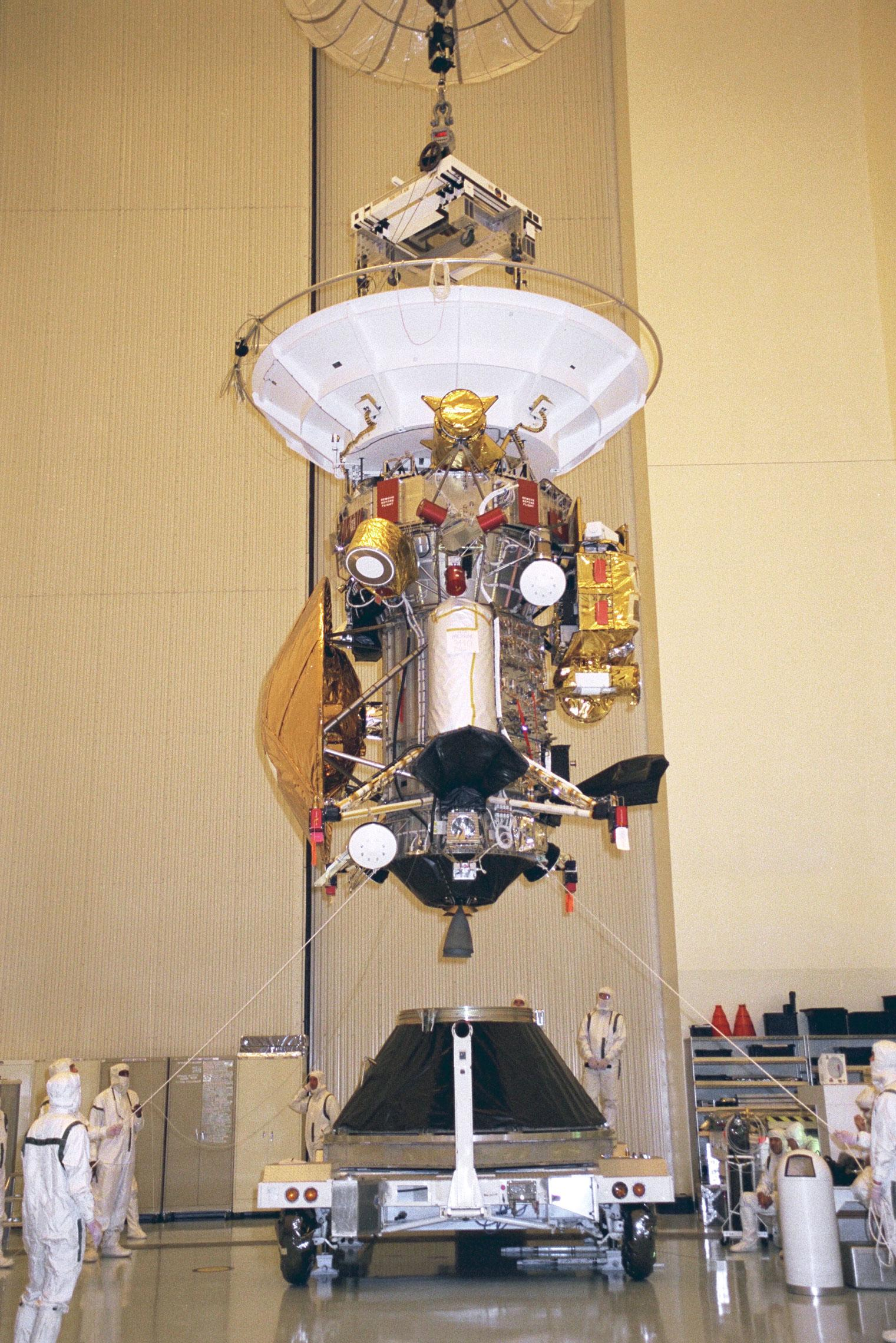
Příprava sondy Cassini-Huygens

Sonda Cassini nesla soubor vědeckých přístrojů, který tvoří:
- kamerový systém se dvěma CCD kamerami;
- ultrafialový zobrazující spektrograf;
- mapující spektrograf pro viditelnou a infračervenou oblast;
- kombinovaný infračervený spektrometr;
- radiolokátor a radarový výškoměr;
- analyzátor kosmického prachu;
- plazmový spektrometr;
- hmotnostní spektrometr;
- magnetometr;
- magnetosférické zobrazovací zařízení;
- soubor přístrojů pro studium vlastností plazmatu.

## Průběh letu

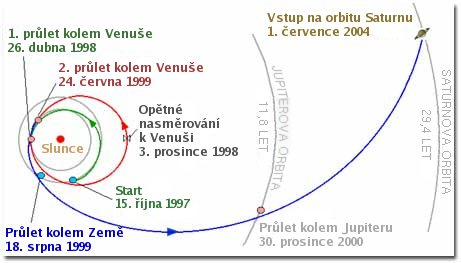
Průběh letu

První plánované datum startu bylo 6. října 1997, to se ale nezdařilo dodržet pro poruchu klimatizačního zařízení na modulu Huygens. Následné poškození ochranné fólie pouzdra způsobilo týdenní odklad. Další plánované datum startu bylo 13. října, ale tentokrát startu zabránilo nepříznivé počasí na mysu Canaveral.
Po startu 15. října 1997 z kosmodromu na mysu Canaveral na Floridě (USA) bylo vzhledem k značné hmotnosti sondy během letu k Saturnu využito gravitačních manévrů při dvou průletech kolem Venuše (26. dubna 1998 ve výši 234 km a 24. června 1999 ve výši 600 km), kolem Země (18. srpna 1999 ve výši 1171 km) a kolem Jupiteru (30. prosince 2000 ve výši přibližně 10 mil. km). Každý z těchto gravitačních manévrů sondu urychlil, čímž se podstatně zkrátila doba přeletu k Saturnu. Průletů kolem Venuše a Země bylo využito ke kalibraci vědeckých přístrojů, v oblasti planety Jupiter sonda prováděla v omezeném rozsahu vědecká měření.

## Na orbitě Saturnu
Do Saturnovy sféry gravitačního vlivu vstoupila sonda 9. března 2004. Zážehem hlavního korekčního motoru na dobu 96 minut byla 1. července 2004 sonda navedena na oběžnou dráhu kolem planety. Dne 25. prosince 2004 se od sondy Cassini oddělila sonda Huygens, která 14. ledna 2005 úspěšně přistála na měsíci Titan. Během jejího přistávání sloužila sonda Cassini jako retranslační stanice pro předávání vědeckých a technických dat ze sondy Huygens na Zemi.

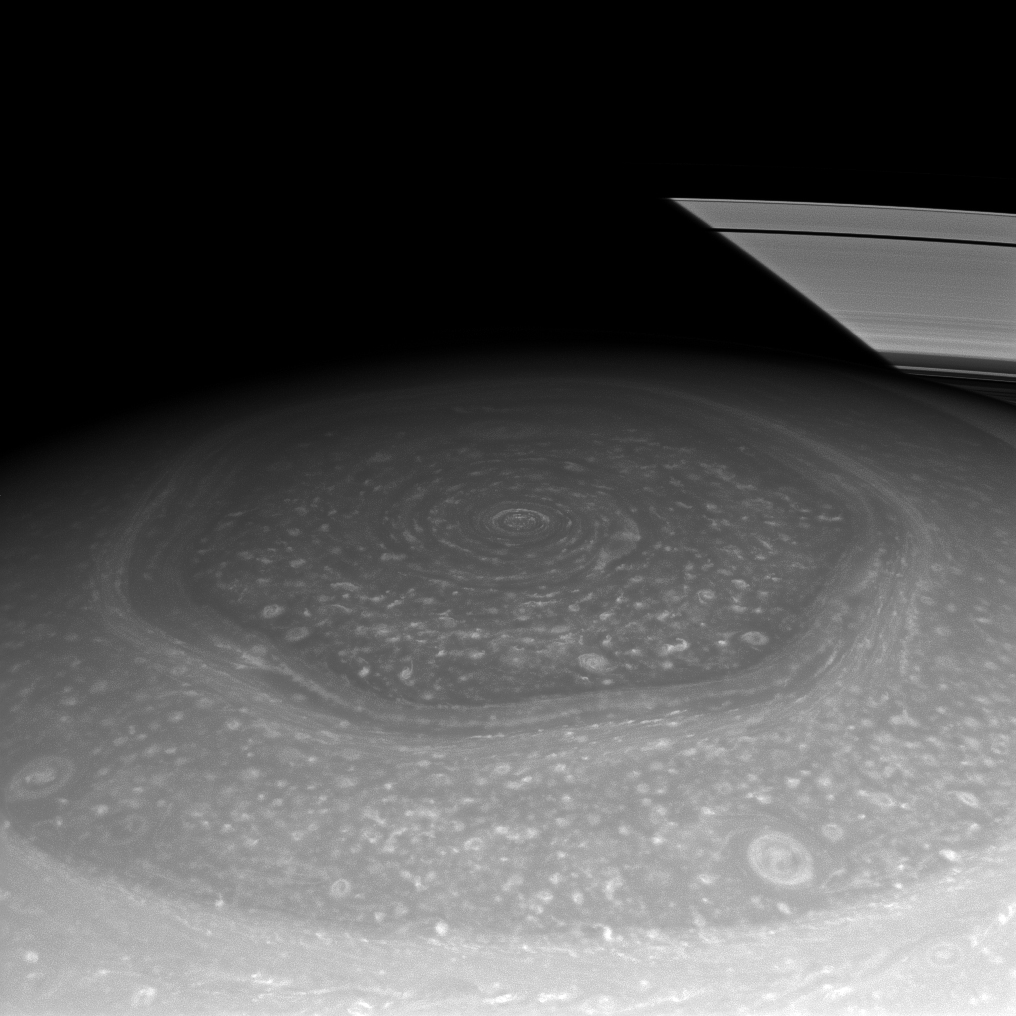
Hexagon na Saturnově severním pólu

Sonda Huygens přistála na měsíci Titanu 14. ledna 2005 a během sestupu atmosférou a po přistání shromáždila značné množství vědeckých poznatků o tomto tělese. Pravděpodobně na povrchu měsíce vydržela pracovat 4 hodiny, avšak Cassini, zprostředkovávající informace, se po dvou hodinách dostala do zákrytu měsíce, přenos byl tedy přerušen.
Sonda provedla výzkum měsíců Saturnu. V prosinci 2007 odeslala sonda na Zem fotografie svědčící o existenci tekutých uhlovodíků na měsíci Titan. V tu dobu jej minula po čtyřicáté.

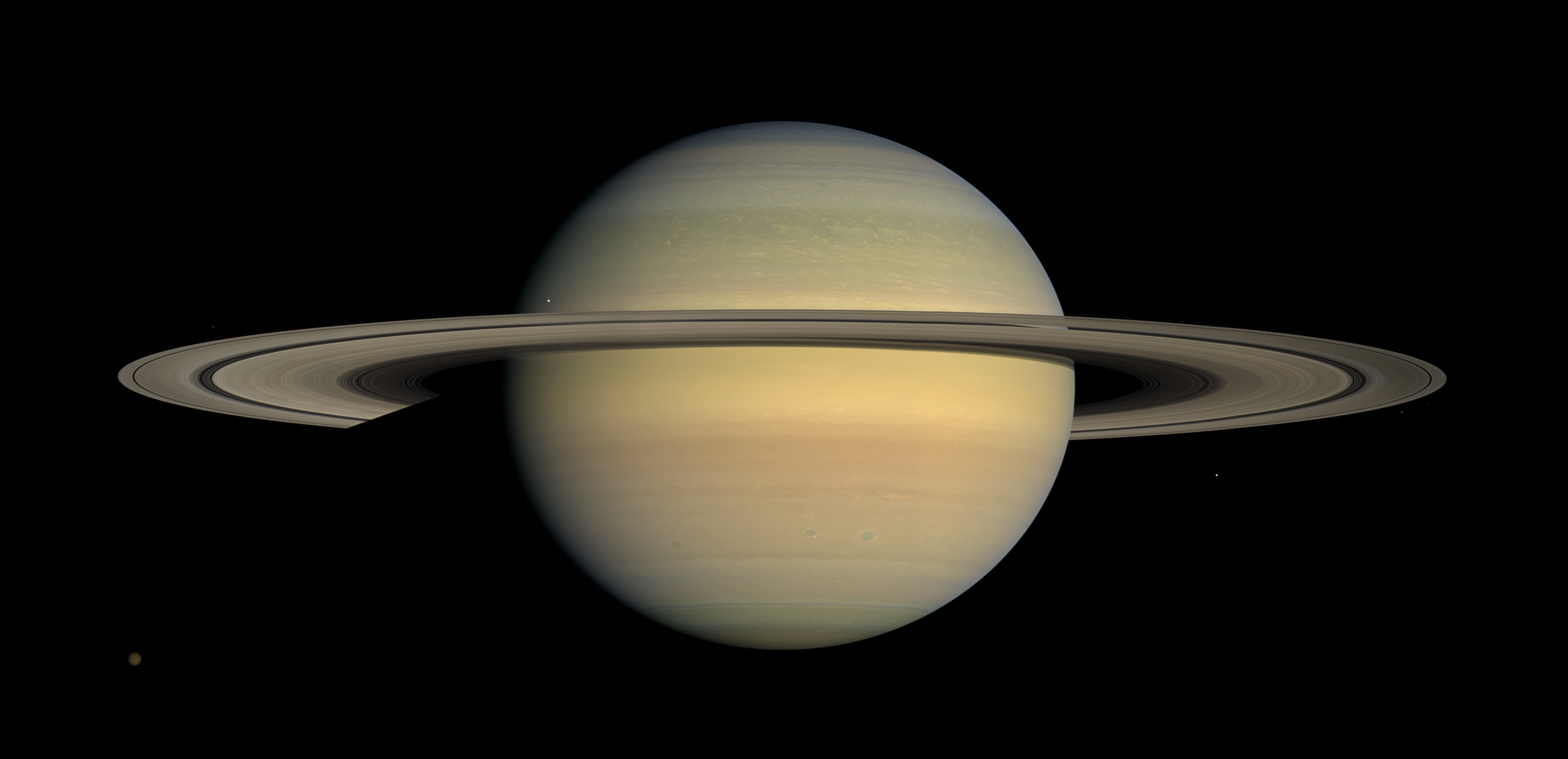
Snímek Saturnu a jeho měsíců z července 2008

Konec mise byl původně plánován na 30. června 2008, 15. dubna 2008 však NASA oznámila prodloužení mise nejméně o dva roky. V roce 2014 došlo k dalšímu prodloužení mise sondy.
V letech 2010 až 2012 sonda proletěla třikrát poblíž měsíce Enceladus u Saturnu. Na jaře 2014 byly oznámeny výsledky přijatých dat, svědčící o velkém množství slané vody pod povrchem měsíce.
Na podzim 2013 NASA oznámila příjem signálů ze sondy, pocházejících z měření infračerveným spektrometrem u měsíce Titan, dosvědčujícím existenci molekul propanu či propylenu.
Sonda Cassini byla plánovaně zničena ponořením do atmosféry Saturnu 15. září 2017, kdy vyslala poslední sérii fotek.

### Snímky největších měsíců Saturnu vyfocené sondou Cassini

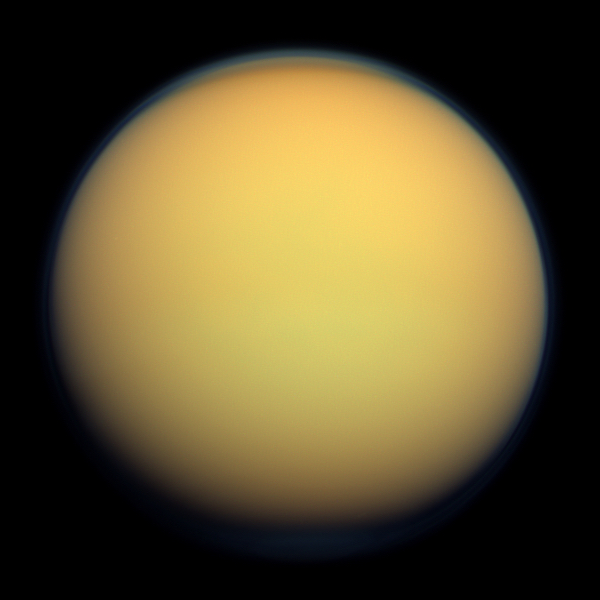
Titan
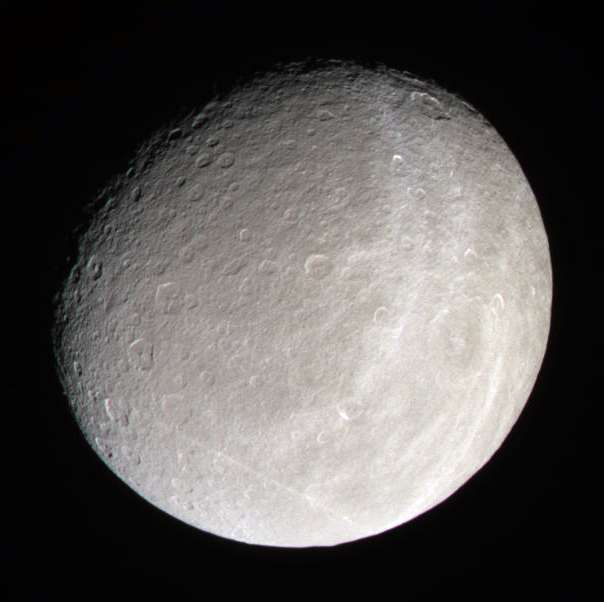
Rhea
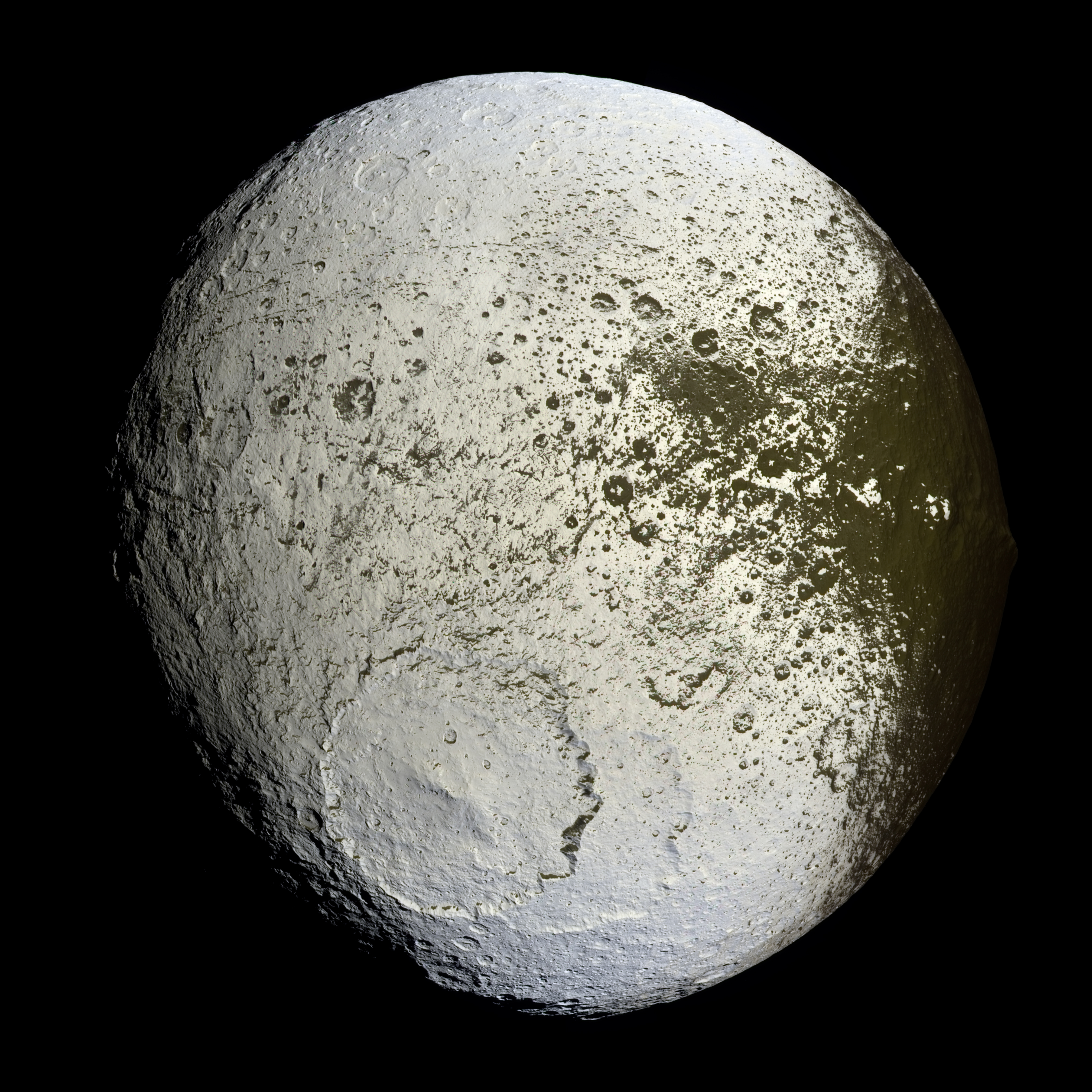
lapetus
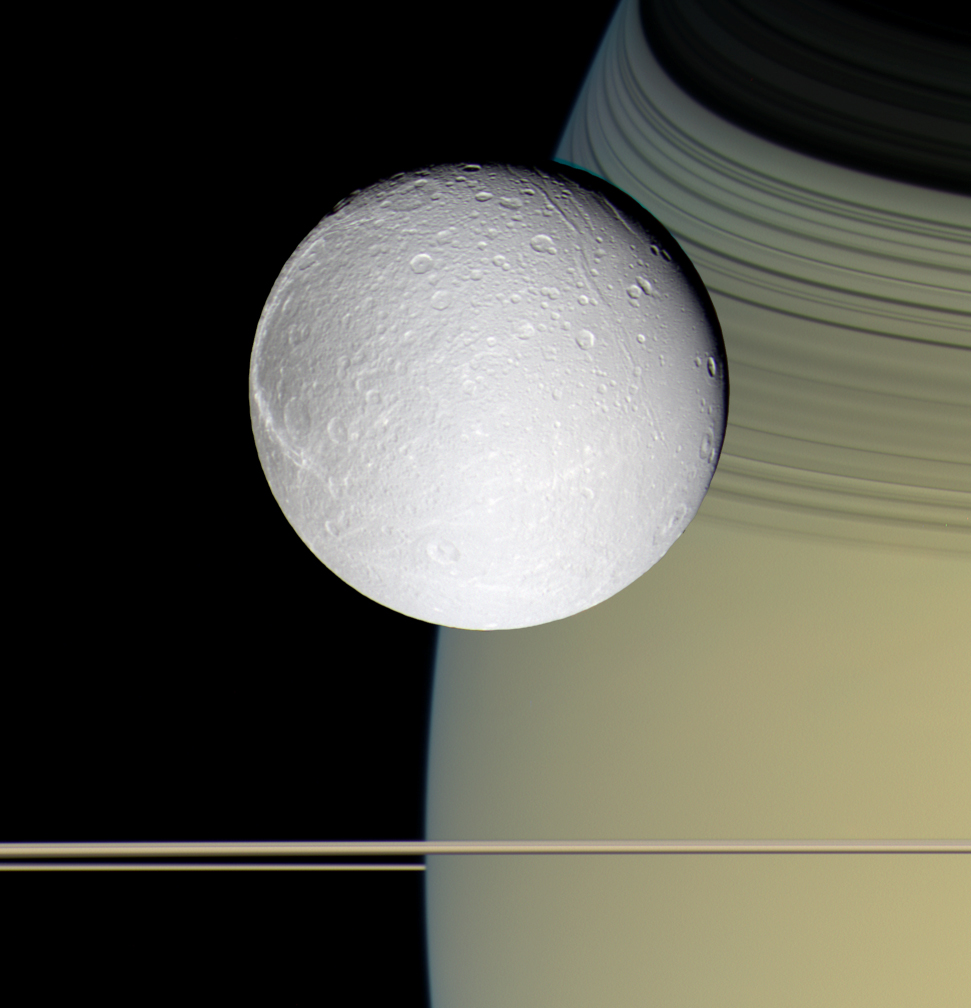
Dione
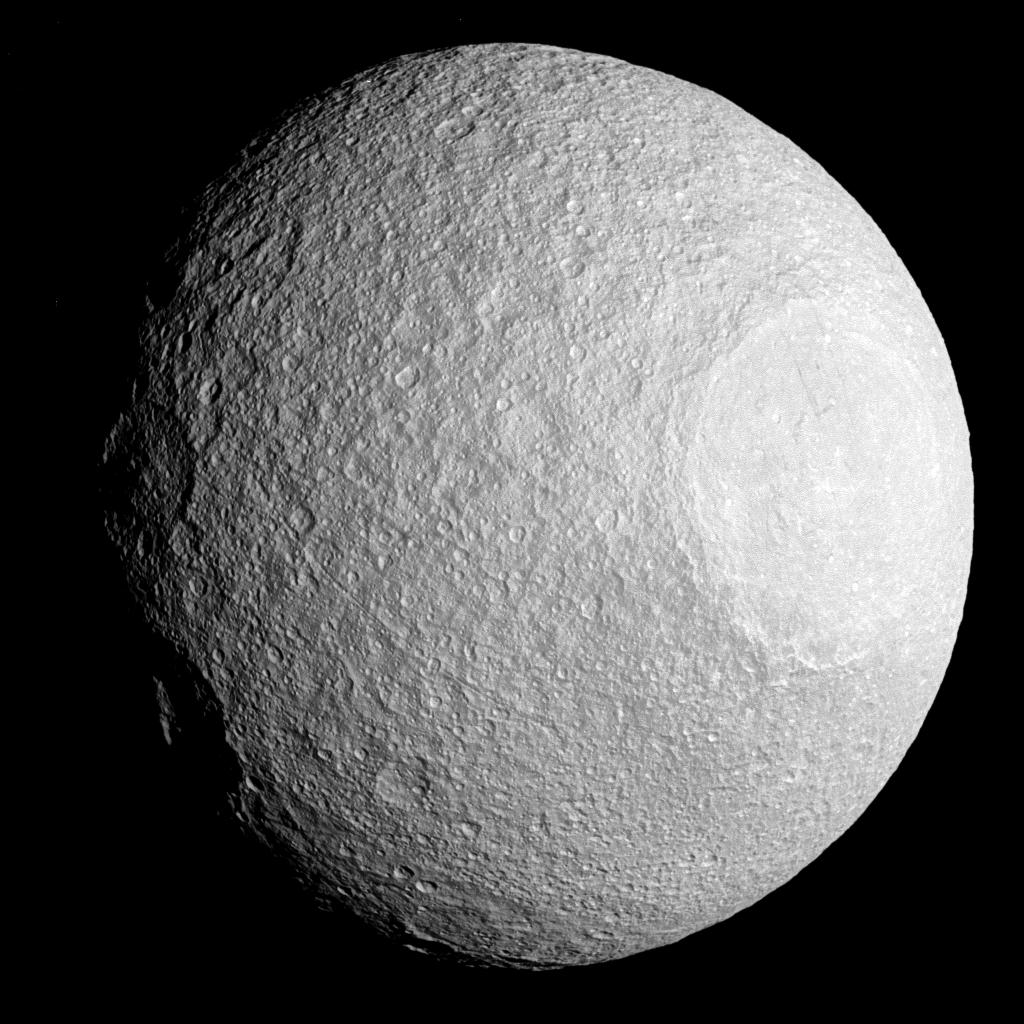
Tethys
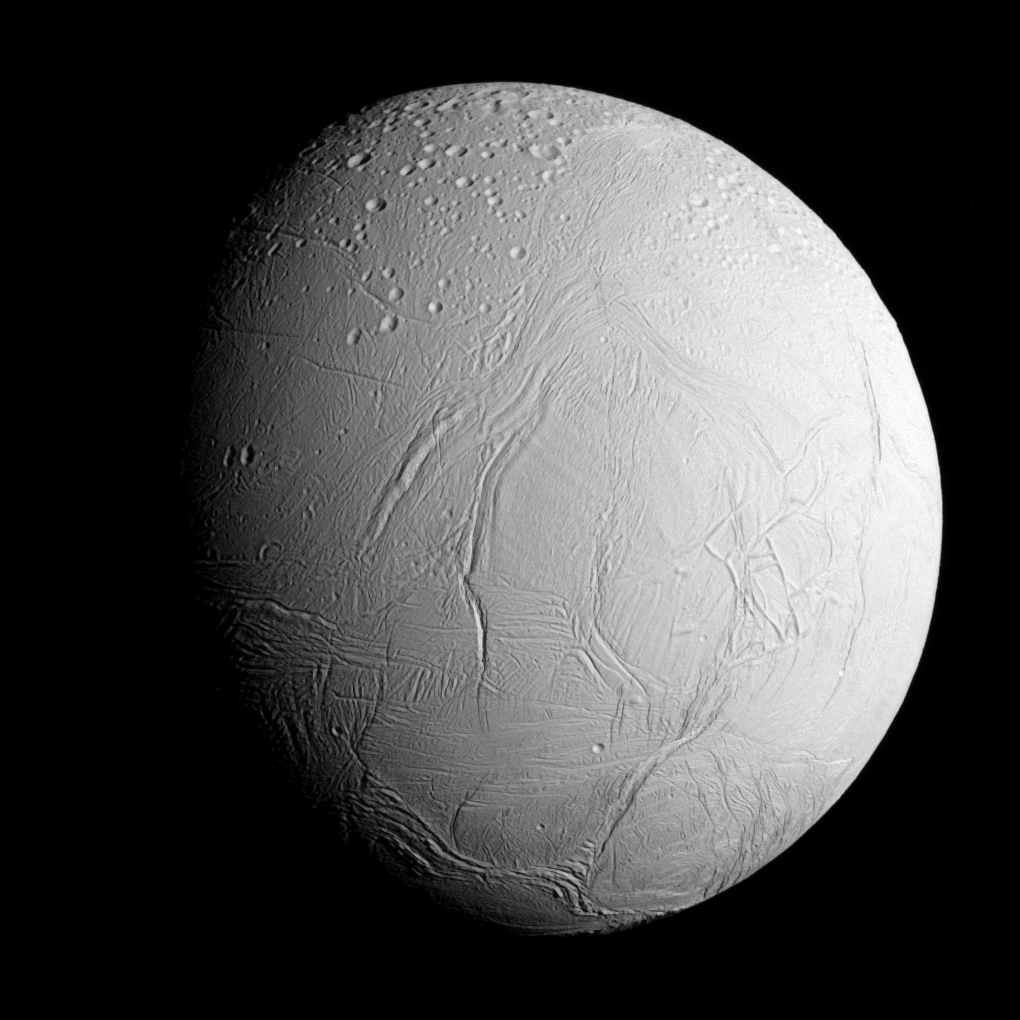
Enceladus

## Původ jména
Sonda byla pojmenována na počest italsko-francouzského astronoma G. D. Cassiniho (1625–1712), který se nebývalou měrou zasloužil o výzkum Saturnu a objevil čtyři jeho měsíce.